# Wilhelm Paret
Wilhelm Paret (* 5. Juli 1864 in Möckmühl; † 1938 in Derendingen (seit 1934 ein Stadtteil von Tübingen)) war ein evangelischer Pfarrer im Schwarzwald und ein Hobbyfotograf, der durch sein zeithistorisch wertvolles fotografisches Werk bekannt wurde.
Als Pfarrerssohn wählte Wilhelm Paret, wie auch seine beiden älteren Brüder, den Beruf des Vaters, obwohl sein Interesse mehr der Naturwissenschaft und Technik galt. Neben seiner theologischen Ausbildung im Evangelischen Stift Tübingen ab 1884 widmete er sich seit seiner Jugendzeit der Fotografie. Während des Studiums wurde er Mitglied der Burschenschaft Palatia Tübingen im ADB. Schon aus dieser Zeit sind viele seiner Aufnahmen von Tübingen und Umgebung erhalten.
Nach seinem Studium folgten das Referendariat in Vaihingen an der Enz und das Vikariat in Gnadental bei Schwäbisch Hall. 1889 heiratete Paret die Tübinger Uhrmacherstochter Maria Müller, mit der er fünf Kinder hatte, unter anderem Sohn Rudi, der als Islamwissenschaftler und Koranübersetzer bekannt wurde. 1894 erhielt er seine erste Pfarrstelle in Wittendorf im Landkreis Freudenstadt, wo er den Alltag der Bewohner fotografisch detailgetreu dokumentierte. Auch in seinem Gästebuch, das er seit 1889 führte, wurden alle Besuche fotografisch dokumentiert.
1924 kam es zu Schwierigkeiten in seiner Gemeinde. Die Bewohner begegneten ihm zunehmend mit Misstrauen, weil sein besonderes Interesse nicht mehr vorrangig ihnen und ihrem Leben galt, sondern mehr und mehr den damals häufig durchziehenden Zigeunern, mit denen er Kontakt suchte und die er ausgiebig ablichtete. Als die Gemeinde ihm vorwarf, über das Hobby seine Arbeit zu vernachlässigen, kam er einer Eingabe um seine Absetzung durch die freiwillige Berufsaufgabe zuvor, ließ sich in den vorzeitigen Ruhestand versetzen und zog alsbald nach Derendingen.
Sein fotografisches Werk führte er in Derendingen bis zu seinem Tod 1938 fort und hinterließ viele tausend Aufnahmen. Es verblieb zunächst bei den beiden Töchtern in der Windfeldstraße geriet seither aber weitgehend in Vergessenheit. Vermutlich um 1960 wurden die Fotografien von Mitarbeitern der Städtischen Sammlungen auf Tubingensien hin durchgesehen, da man damals ausschließlich solche Fotos als erhaltenswert hielt. So gelangten etwa 180 Glasplatten und eine Reihe von Abzügen in den Besitz der Stadt Tübingen, die sich heute in der Fotosammlung des Stadtarchivs befinden. In einer privaten Sammlung konnten weitere rund 1.500 Aufnahmen zusammengetragen werden.